# Clásica de Marinilla
La Clásica de Ciclismo Ciudad de Marinilla est une course cycliste colombienne disputée dans le département d'Antioquia. Traditionnellement nommée Clásica Ramón Emilio Arcila, l'épreuve se déroule autour de la municipalité de Marinilla, dans l'Oriente antioqueño (es).

## Palmarès
| Année      | Vainqueur                    | Deuxième            | Troisième           |
| ---------- | ---------------------------- | ------------------- | ------------------- |
| 1986       | Eleuterio Martínez           |                     |                     |
| 1987       | Gustavo Carvajal             |                     |                     |
| 1988       | Luis Fernando Mosquera       |                     |                     |
| 1989       | Argiro Zapata (en)           |                     |                     |
| 1990       | Non disputé                  | Non disputé         | Non disputé         |
| 1991       | Héctor Castaño               |                     |                     |
| 1992       | Argiro Zapata (en)           |                     |                     |
| 1993       | Course junior                | Course junior       | Course junior       |
| 1994       | Germán Ospina (en)           |                     |                     |
| 1995       | Germán Ospina (en)           |                     |                     |
| 1996       | Germán Ospina (en)           |                     |                     |
| 1997       | Argiro Zapata (en)           | Dubán Ramírez       |                     |
| 1999       | Oved Yesid Ramírez           |                     |                     |
| 2000       | Course junior                | Course junior       | Course junior       |
| 2001 -2004 | Non disputé                  | Non disputé         | Non disputé         |
| 2005       | Mauricio Soler               |                     |                     |
| 2006       | Juan Diego Ramírez           |                     |                     |
| 2007       | Santiago Botero              | Juan Carlos López   | Juan Diego Ramírez  |
| 2008       | Cayetano Sarmiento           | Alex Cano           | Luis Felipe Laverde |
| 2009       | Rafael Infantino             | Edwin Orozco        | Mauricio Ortega     |
| 2010       | Jorge Humberto Martínez (en) | Jaime Castañeda     | Jonathan Millán     |
| 2011       | Stiber Ortiz                 | Freddy Piamonte     | Arley Montoya       |
| 2012       | Carlos Ospina                | Sebastián Henao     | Heiner Parra        |
| 2013       | Rafael Montiel               | Diego Quintero      | Óscar Álvarez       |
| 2014       | Rafael Montiel               | José Tito Hernández | Frank Osorio        |
| 2015       | Alejandro Ramírez            | Cristhian Montoya   | Jefferson Rueda     |
| 2016       | Fabio Duarte                 | Róbigzon Oyola      | Alexander Gil       |
| 2017       | Fabio Duarte                 | Danny Osorio        | Diego Ochoa         |
| 2018       | Diego Ochoa                  | Rafael Montiel      | Juan Pablo Suárez   |
| 2019       | Alexander Cepeda             | Aldemar Reyes       | Alejandro Osorio    |
| 2020       | Non disputé                  | Non disputé         | Non disputé         |
| 2021       | Adrián Bustamante            | Aldemar Reyes       | Germán Chaves       |
| 2022,      | Bernardo Suaza               | Jaider Muñoz        | David Hoyos         |
| 2023       | Oscar Fernández              | Daniel Méndez       | Alejandro Osorio    |
| 2024       | Sergio Henao                 | Cristian Muñoz      | Robinson López      |